# Koslar
Koslar is een plaats in de Duitse gemeente Jülich, deelstaat Noordrijn-Westfalen, en telt 2977 inwoners (2011).

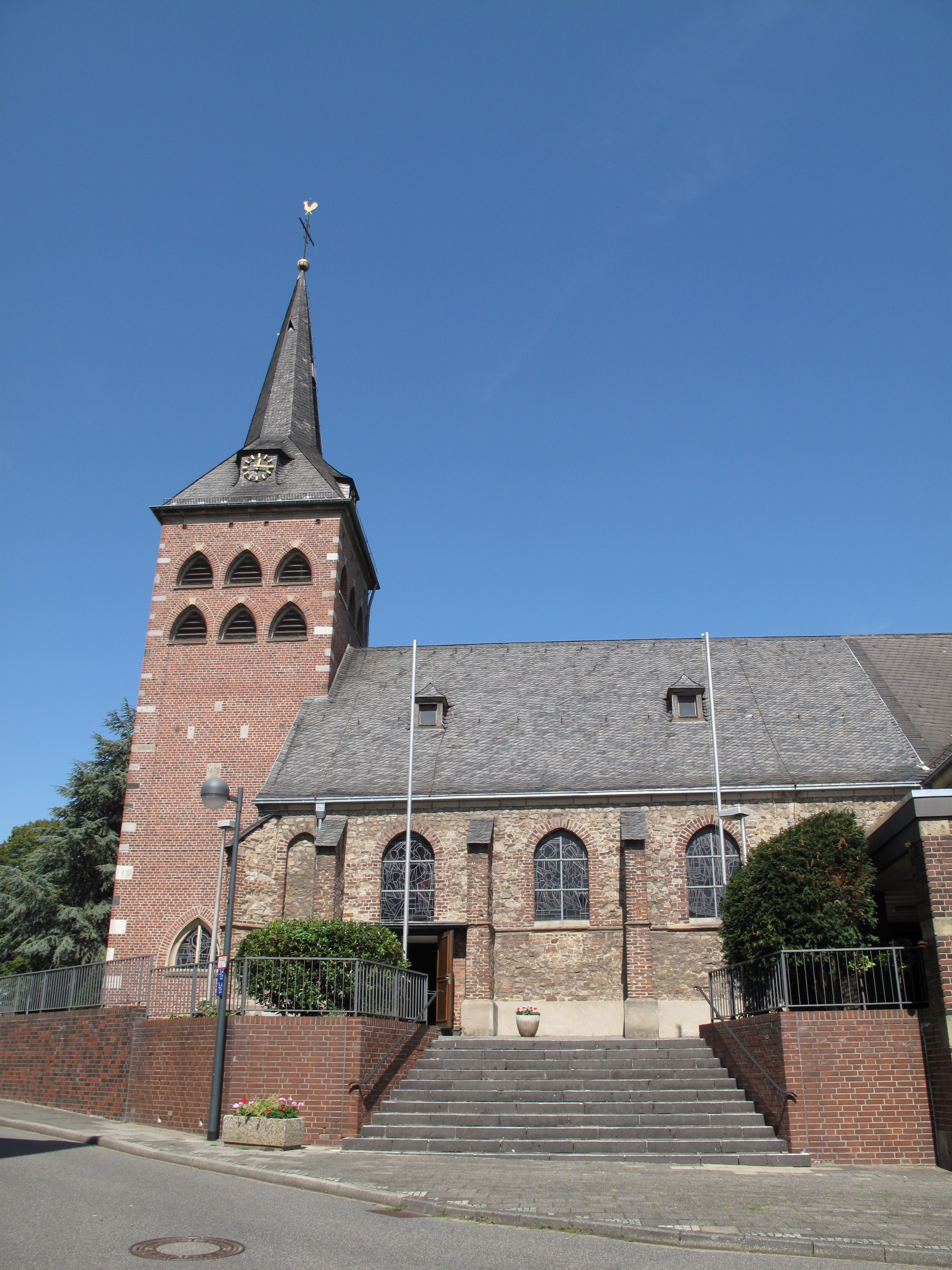
Koslar, kerk